# 타미 (영화)
《타미》(영어: Tammy)는 미국에서 제작된 벤 팰콘 감독의 2014년 로드 코미디 영화이다. 멀리사 매카시, 수전 서랜던, 캐시 베이츠, 앨리슨 재니, 댄 애크로이드, 마크 두플라스, 게리 콜, 냇 팩슨, 토니 콜렛, 샌드라 오 등이 출연하였다.

## 줄거리
일리노이주 머피즈버러 패스트푸드점 종업원 태미는 출근길에 사슴을 치고, 잦은 지각으로 해고를 당한 뒤, 귀갓길에 도로 위에서 차가 멈춰 서는 바람에 집까지 걸어와, 남편이 이웃과 바람을 피우는 현장을 목격한다. 당장 어디론가 떠나고 싶지만 차도 돈도 없는 태미는 돈과 차가 있으며 나이아가라 폭포를 보고 싶어하는 외할머니 펄과 자동차 여행길에 오른다.

## 출연
- 멀리사 매카시 - 태미 뱅크스 역
- 수전 서랜던 - 펄 볼즌 역
- 캐시 베이츠 - 러노 역
- 앨리슨 재니 - 데브 역
- 댄 애크로이드 - 돈 역
- 마크 두플라스 - 보비 틸먼 역
- 게리 콜 - 얼 틸먼 역
- 냇 팩슨 - 그레그 뱅크스 역
- 토니 콜렛 - 미시 젱킨스 역
- 샌드라 오 - 수잰 역
- 벤 팰콘 - 키스 모건 역
- 세라 베이커 - 베키 역
- 리치 윌리엄스 - 래리 역
- 미아 로즈 프램프턴 - 캐런 역
- 스티브 리틀 - 계산대 직원 역

## 기타 제작진
- 총괄 제작: 토비 에머릭